# لاجئون بوتانيون

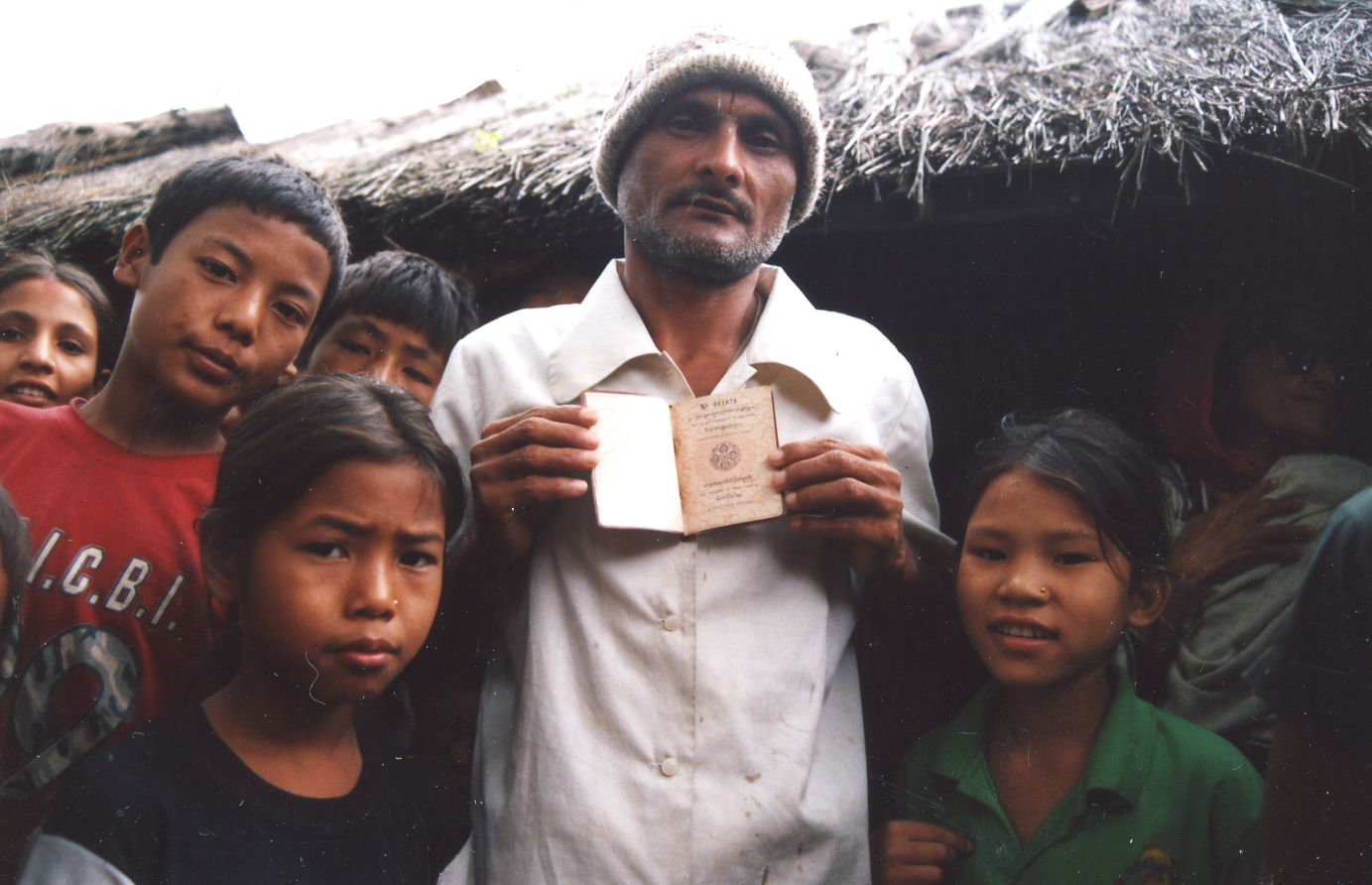

اللاجئون البوتانيون (اللوتسامبا أو الجنوبيون) هم شعب بوتاني يتكلم اللغة النيبالية. سجلوا في مخيمات اللاجئين في شرقي نيبال في فترة التسعينيات كمواطنين بوتانيين هُجّروا من بوتان أثناء فترة الاحتجاج ضد حكومة بوتان وملكها من قبل بعض شعب اللوتسامبا الذين طالبوا بالديمقراطية وتشكيل حكومة جديدة. بما أن نيبال وبوتان لم يصلا بعد لأي اتفاق بخصوص عودة اللاجئين إلى موطنهم، استوطن اللاجئون البوتانيون في أمريكا الشمالية وأوقيانوسيا وأوروبا تحت رعاية المفوضية السامية للأمم المتحدة لشؤون اللاجئين. هاجر العديد من شعب اللوتسامبا إلى مناطق في بنغال الغربية وولاية آسام في الهند بشكل مستقل عن المفوضية السامية للأمم المتحدة لشؤون اللاجئين.

## الخلفية التاريخية
تظهر السجلات الأولى الباقية لتاريخ البوتان أن التبتيين وجدوا منذ القرن السادس. كان الملك سونغستين غامبو الذي حكم التبت من عام 627 حتى عام 649، مسؤولًا عن بناء أقدم المعابد البوذية في بوتان، معبد كيتشو لاخانغ في مدينة بارو ومعبد جامبي لاخانغ في مقاطعة بومتانغ. استقر شعب بوتان من ذوي الأصل التبتي في هذه الفترة.
كانت أول مرة يظهر فيها النيباليون في بوتان في عام 1620، عندما كلّف شابدرونغ نغاوانغ نامغيال عددًا من الحرفيين من نيوار من وادي كاثماندو في نيبال بإنشاء نصب تذكاري من الفضة يحتوي على رماد والده تيمبا نيما. منذ ذلك الحين، بدأ النيباليون بالاستقرار في المناطق غير المأهولة من جنوب بوتان. سرعان ما أصبح الجنوب المصدر الرئيسي للغذاء في البلاد. ترافق تطور البوتانيين من ذوي الأصل النيبالي أو اللوتسامبا، مع ازدهار الاقتصاد في بوتان. بحلول عام 1930، وفقًا للمسؤولين الاستعماريين البريطانيين، كان حوالي 60000 مواطن من أصل نيبالي يحرثون جزءًا كبيرًا من أراضي الجنوب.
استوطن قسم كبير من النيباليين بوتان في أوائل القرن العشرين. شجع هذه العملية منزل بوتان في كاليمبونج بغرض تحصيل ضرائب الحكومة من المواطنين. في ثلاثينيات القرن العشرين، وطّن منزل بوتان 5000 عائلة من العمال النيباليين في مقاطعة تسيرانغ وحدها. في الأربعينيات من القرن العشرين، قال المسؤول السياسي البريطاني السيد باسيل غولد أنه عندما حذر السيد رجا سونام توبغاي دورجي من منزل بوتان من الخطر الذي قد ينجم عن السماح لعدد كبير من النيباليين بالاستقرار في جنوب بوتان، كان جوابه «بما أنهم ليسوا مُسجلين بشكل قانوني، يمكن تهجيرهم عندما تدعو الحاجة.» علاوةً على ذلك، مُنع قوم اللوتسامبا من الاستقرار شمال التلال شبه الاستوائية.
شكل المغتربون النيباليون، الذين استقروا في بنغال الغربية وآسام بعد مغادرة بوتان، المجلس الحكومي لبوتان في عام 1952 لتمثيل مصالح المغتربين الآخرين في الهند والمجتمعات التي تركوها وراءهم. فشلت محاولتهم في توسيع نطاق عملياتهم لتشمل بوتان بحركة ساتياغراها (المقاومة اللا عنفية) في عام 1954، في مواجهة الجماعات المسلحة (الميليشيا) في بوتان ومن أسباب هذا الفشل انعدام الحماس بين النيباليين في بوتان، الذين لم يرغبوا بالمجازفة بمكانتهم التي كانت ضعيفة أصلًا. ساهمت الحكومة بتوسيع نطاق حركة المجلس الحكومي لبوتان من خلال منح تنازلات للأقلية والسماح بتمثيل نيبال في الجمعية الوطنية. واصل المجلس الحكومي لبوتان عمله في المنفى حتى تراجعه واختفائه التدريجي في أوائل الستينيات. مُنح العفو للقادة المنفيين في عام 1969 وسُمح لهم بالعودة.

### قانون الجنسية في بوتان لعام 1958
في نهاية عهد الملك الثاني جيغمي وانغشوك في الخمسينيات، ازدادت أعداد المهاجرين الجدد بشكل كبير مسببةً التوتر بين الملك وعائلة دورجي في منزل بوتان. مُنح العفو العام من خلال قانون الجنسية لعام 1958 لمن استطاعوا أن يثبتوا وجودهم في بوتان لمدة 10 سنوات على الأقل قبل عام 1958. من ناحية أخرى، حظرت الحكومة الهجرة في عام 1958.
من عام 1961 فصاعدًا، وبدعم من الهند، بدأت الحكومة في التخطيط للأنشطة التنموية التي تضمنت أعمالًا لتطوير البنى التحتية. لم تعجب بوتان برغبة الهند في جلب عدد كبير من العمال منها. فحاولت الحكومة في البداية إثبات نفسها بمحاولة التخطيط لبناء طريق تيمفو-فونتشولينغ السريع بتسخير قوتها العاملة الخاصة. حاولت الحكومة أيضًا أن تحد من الهجرة. كان المشروع ناجحًا، إذ انتهى بناء الطريق السريع البالغ طوله 182 كيلومترًا في غضون عامين فقط، لكن كان مجيء العمال من الهند أمرًا لا مفر منه. كان معظم العاملين البوتانيين مزارعين يعملون لحسابهم الخاص، فكانت بوتان تفتقر إلى اليد العاملة الجاهزة للعمل بمشاريع البنى التحتية الرئيسية. ما أدى في النهاية إلى هجرة واسعة النطاق لعمال البناء المهرة وغير المهرة من الهند. كان معظمهم من أصل نيبالي واستقروا في الجنوب، كما هو مطلوب، منهم سكان شرعيين وسكان غير شرعيين. مع استمرار الضغوط والحاجة للأنشطة التنموية، ظلت هذه الحركة دون مراقبة أو مع مراقبة بسيطة لسنوات عديدة. في الواقع، أُنشئت مراكز مراقبة الهجرة ومكاتب الهجرة لأول مرة بعد عام 1990.

### قانون الجنسية في بوتان لعام 1985
بحلول الثمانينيات من القرن العشرين، أصبحت الحكومة تدرك تمام الإدراك خطورة الهجرة غير القانونية الواسعة للنيباليين إلى بوتان، وأيضًا الافتقار التام لاندماج المهاجرين في التيار السياسي والثقافي للبلاد. فبقي معظم شعب اللوتسامبا معتمدين الثقافة النيبالية.
نظرًا لاعتبار هذا الانقسام المتنامي تهديدًا للوحدة الوطنية، أصدرت الحكومة في الثمانينيات من القرن العشرين توجيهات بالسعي للحفاظ على الهوية الثقافية لبوتان واحتضان المجموعات العرقية الأخرى من مواطنيها رسميًا ضمن سياسة شعارها «أمة واحدة، شعب واحد». أكدت الحكومة أن عملية الحفاظ على «الثقافة» ستتم من قبل مختلف المجموعات البوتانية الشمالية. لتعزيز هذه الحركة، فرضت الحكومة استخدام دريغلام نامزا، الذي تضمن قواعد سلوك معينة ولباسًا وطنيًا موحد لبوتان. تتطلب هذه السياسة من المواطنين ارتداء ملابس بوتان الشمالية في الأماكن العامة تحت طائلة الغرامات، واعتبار لغة دوزونكا لغة وطنية. توقفت عملية تدريس اللغة النيبالية في المدارس، ما جعلها تتساوى مع اللغات الأخرى في بوتان، والتي لم تُدرّس أي منها. انتُقدت هذه السياسات في البداية من قبل مجموعات حقوق الإنسان إضافةً إلى مجتمع المهاجرين الاقتصاديين النيباليين في بوتان، الذين اعتبروا أن السياسة موجهة ضدهم. شعرت الحكومة من جانبها أن تعليم اللغة النيبالية بشكل مجاني شجع الهجرة غير الشرعية إلى جنوب بوتان.
وضّح قانون الجنسية لعام 1985 قانون الجنسية لعام 1958 وعزز تطبيقه للسيطرة على فيضان الهجرة غير الشرعية. في عام 1980، أجرت الحكومة أول عملية تعداد سكان حقيقية. كان أساس هذا التعداد هو عام  1958 الذي سُمي عام «الحسم»، وهو العام الذي حصل فيه النيباليون على الجنسية البوتانية لأول مرة. أما الأفراد الذين لم يتمكنوا من إثبات إقامتهم قبل عام 1958، اعتُبروا مهاجرين غير شرعيين.

### الصراع بين الأعراق
تصاعد الصراع العرقي بشكل عام خلال فترة التسعينيات. في فبراير عام 1990، فجر ناشطون مناهضون للحكومة قنبلة تحكم عن بعد على جسر بالقرب من فونتشولينغ وأضرموا النار في قافلة مؤلفة من سبع عربات.
لمواجهة رفض الحكومة للمطالبة بإضفاء الطابع المؤسساتي على أصحاب الهويات المنفصلة في الأمة، أصر المتظاهرون في الجنوب على رفع علم حزب الشعب في بوتان أمام المقر الإداري وأن يُسمح لأعضاء الحزب بحمل كوكري، وهو سكين مقوس يعد جزءًا من تقاليد بوتان، في كل الأوقات. طالبوا أيضًا بحق عدم ارتداء اللباس الوطني البوتاني، وأصروا على بقاء المدارس والمكاتب الحكومية مغلقة إلى أن تُلبّى مطالبهم. قوبلت المطالب غير الملباة بأعمال العنف والقتل في أكتوبر عام 1990. في الوقت نفسه، تعهدت الهند «بتقديم كل وسائل المساعدة الممكنة التي تحتاجها الحكومة الملكية في التعامل مع هذه المشكلة» وأكدت أنها ستحمي الحدود من الجماعات التي تسعى إلى الدخول غير القانوني إلى بوتان.
بحلول أوائل عام 1991، كانت الصحافة في نيبال تشير إلى المتمردين في جنوب بوتان باسم «المقاتلين الأحرار». زعم حزب الشعب في بوتان أن الجيش الملكي اعتقل أكثر من 4000 شخص من دعاة الديمقراطية، ووجهوا اتهامات بقتل المعتقلين خارج مركز شرطة بوتان وبتهجير نحو 4200 شخص.
في عام 1992، اندلع الصراع العرقي مرة أخرى، وأدى في فترة أوجه إلى تهجير شعب اللوتسامبا، الذين بلغ مجموعهم أكثر من 100000 شخص بحلول عام 1996. يدّعي معظم شعب اللوتسامبا أنهم هُجروا بشكل قسري من قبل الجيش، الذي أجبرهم على توقيع «وثيقة الهجرة الطوعية» التي تفيد بأنهم غادروا طوعًا.
في عام 1998، حصل تيك ناث ريزال على عفو ملكي وغادر إلى نيبال لتشكيل «منتدى الشعب لحقوق الإنسان».

## ظروف المعيشة
كان سكان المخيمات يعانون من سوء التغذية وانتشار الأمراض، بما في ذلك الحصبة وداء الأسقربوط والسل والملاريا والكوليرا والبري بري (نقص فيتامين B1)، على الرغم من تحسن ظروف المعيشة في المخيمات بشكل ملحوظ بين عامي 1995 و2005. كان التعليم من بين أفضل الخدمات المقدمة داخل المخيمات، حتى مقارنةً بمناطق ريف نيبال. ومع ذلك بقيت المخيمات مكتظة بالسكان حتى عام 2006. ظلت بعض المشاكل قائمة مثل سوء التغذية، بسبب نظام توزيع الغذاء القائم على العمر والعنف ضد النساء والأطفال، إضافةً إلى التهميش والتطرف. يعيش اللاجئون البوتانيون في نيبال حياة مقيدة خاضعة للرقابة، ولهم قدرة محدودة على العمل، وإمكانية محدودة للوصول إلى نظام القضاء المحلي. قدمت منظمة الإعانات الطبية العالمية، وهي منظمة إنسانية دنماركية، المساعدة للاجئين البوتانيين في نيبال.
منذ عام 2009، تقلص عدد سكان المخيمات. وبسبب هذا الانخفاض، دُمج مخيما غولدهاب وتيماي مع مخيم بيلدانجي 2. تستعد المكاتب لإغلاق المخيمات الأخرى أو دمجها سويةً واستكمال عملية إعادة توطين اللاجئين في غضون 10 سنوات. بحلول عام 2016، بقي مخيما بيلدانجي وسانيشار فقط، بمجموع سكان بلغ 11762 نسمة. ومع ذلك، بقي نحو 10000 لاجئ في المخيمات، وهم إما غير مؤهلين أو لا يريدون أن يُعاد توطينهم. بقي فقط كبار السن الذين فقدوا شبكة الدعم الخاصة بهم نتيجةً لإعادة التوطين، وهم معرضون لارتفاع نسب الاكتئاب وإساءة استعمال المواد الخدرة والانتحار.